# Câmara proporcional multifios
A câmara de fios ou câmara multifios proporcional é um tipo de contador proporcional que detecta partículas carregadas e fótons e pode dar a informação de sua trajetória através do rastro deixado por essas partículas quando ionizam um gás.

## Descrição

Câmara de fios com fios (W) e placas de catodos (P). As partículas voando através de T irão ionizar os átomos do gás e liberar uma carga que um amplificador (A) coleta (impulso na saída).

A câmara multifios usa uma matriz de fios de alta tensão ( anodo ) dispostos numa câmara com paredes condutoras ligadas a um potencial de terra ( cátodo ). Alternativamente, os fios podem estar no potencial terra e o catodo ligado à alta tensão; o importante é que haja um campo elétrico uniforme que guie íons e elétrons para os fios sem que exista movimento lateral.
A câmara é preenchida com um gás escolhido cuidadosamente, tal como uma mistura de Argônio/Metano, tal que qualquer partícula ionizante que atravessa o tubo, ionizará os átomos de gás ao redor. Os íons e elétrons resultantes serão acelerados pelo campo elétrico na câmara e darão origem a novos íons e elétrons através de novas colisões, causando uma cascata localizada de ionização conhecida como avalanche de Townsend. As partículas da cascata são coletadas no fio mais próximo e resultam numa carga proporcional ao efeito de ionização da partícula detectada. Através da computação dos pulsos por todos os fios, a trajetória da partícula pode ser encontrada.
Entre as adaptações deste design básico estão a câmara de arrasto, câmara de placas resistivas e thin gap chamber. A câmara de arrasto é também subdividida em vários outros detectores de usos mais específicos como a câmara de projeção temporal, câmara de microtiras de gás e outros tipos de detectores que usam silício.

## Desenvolvimento
Em 1968, Georges Charpak, enquanto na Organização Europeia para a Pesquisa Nuclear ( CERN ), inventou e desenvolveu a câmara proporcional multifios (MWPC, do inglês multi-wired proporcional chamber). Esta invenção deu a ele o prêmio Nobel de física de 1992. A câmara foi um avanço da taxa de detecção das predecessoras câmaras de bolhas de uma ou duas partículas por segundo para 1000 detecções por segundo. A MWPC produz sinais eletrônicos de partículas detectadas permitindo os cientistas examinarem os dados por computadores. A câmara multifios é um desenvolvimento da câmara de faísca .

## Gases de preenchimento
Em um experimento típico, a câmara contém uma mistura destes gases: 
- argônio (cerca de 2/3)
- isobutano (pouco menos de 1/3)
- freon (0,5%)

A câmara também pode ser preenchida com:
- xenônio líquido;[8]
- tetrametilsilano líquido;[9] ou
- vapor de tetraquis(dimetilamino)etileno (TMAE).[10]

Linhas de campo e superfícies equipotenciais em uma MWPC

## Uso
Em experimentos de física de alta energia, é usada para visualizar o caminho das partículas.  Por muito tempo, as câmaras de bolhas foram utilizadas para esse propósito,  mas com os recentes avanços da eletrônica, se tornou desejável ter detectores com uma eletrônica de leitura mais rápida. (Em câmaras de bolhas, fotografias de longa exposição eram feitas e, em seguida, as imagens eram analisadas.) Uma câmara de fios é uma câmara com muitos fios paralelos, arranjados como uma grade e postos em alta tensão, com seu envolto de metal no potencial de terra. Como num contador Geiger, partículas deixam traços de íons e elétrons que são acelerados em direção ao envolto ou ao fio mais próximo, respectivamente. O contato dos elétrons com os fios gera pulsos de corrente que, a partir da reconstrução, torna possível visualizar os caminhos das partículas.
A câmara tem uma ótima resolução temporal e espacial, além de uma ótima operação "auto-acionada" (Ferbel 1977).
O desenvolvimento da câmara permitiu aos cientistas estudarem a trajetória das partículas com muito maior precisão e permitiu a observação de fenômenos mais raros que ocorrem nas interações entre as partículas.

## Câmaras de arrasto

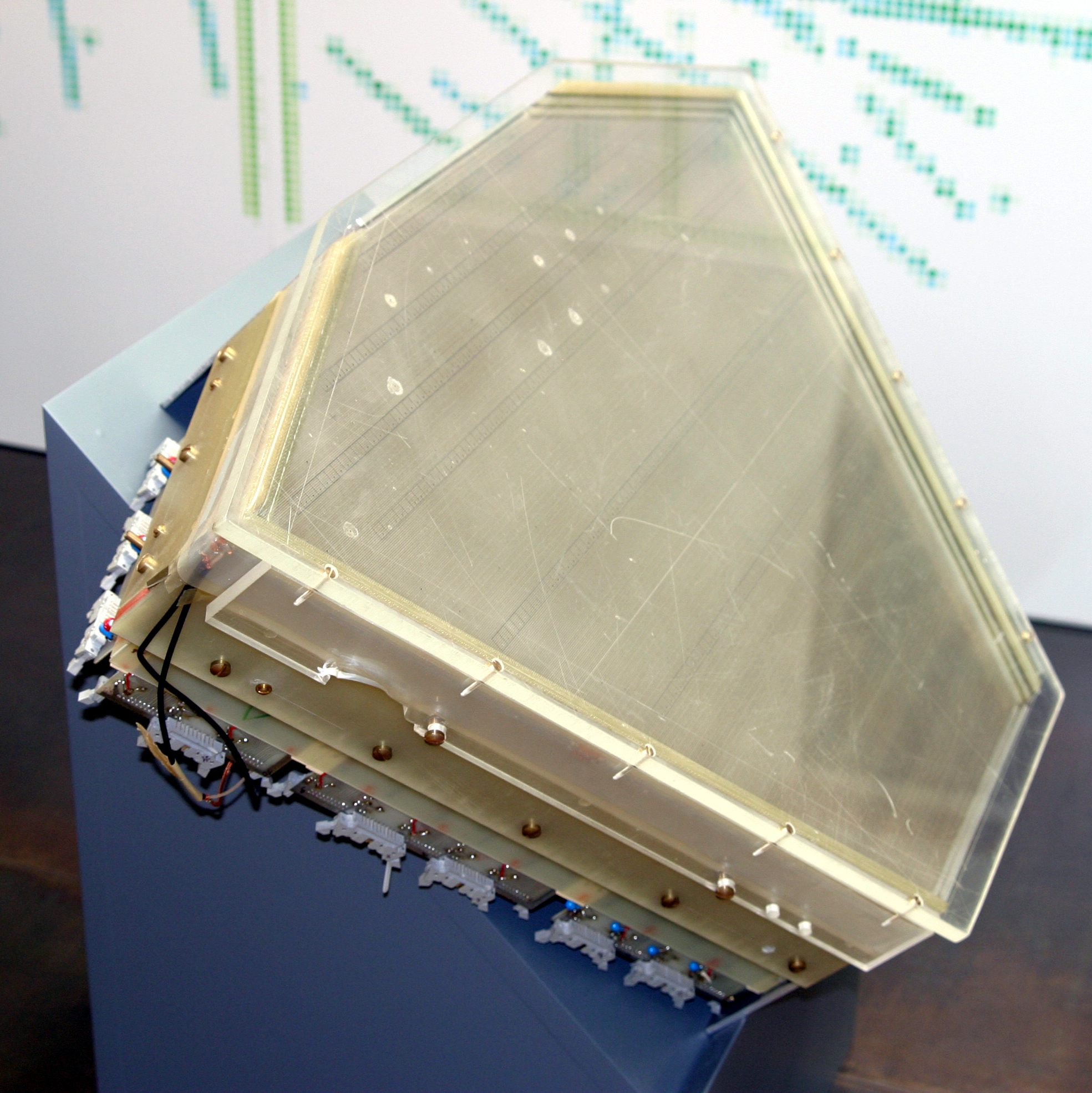
Corte mostrando o interior de uma câmara de deriva

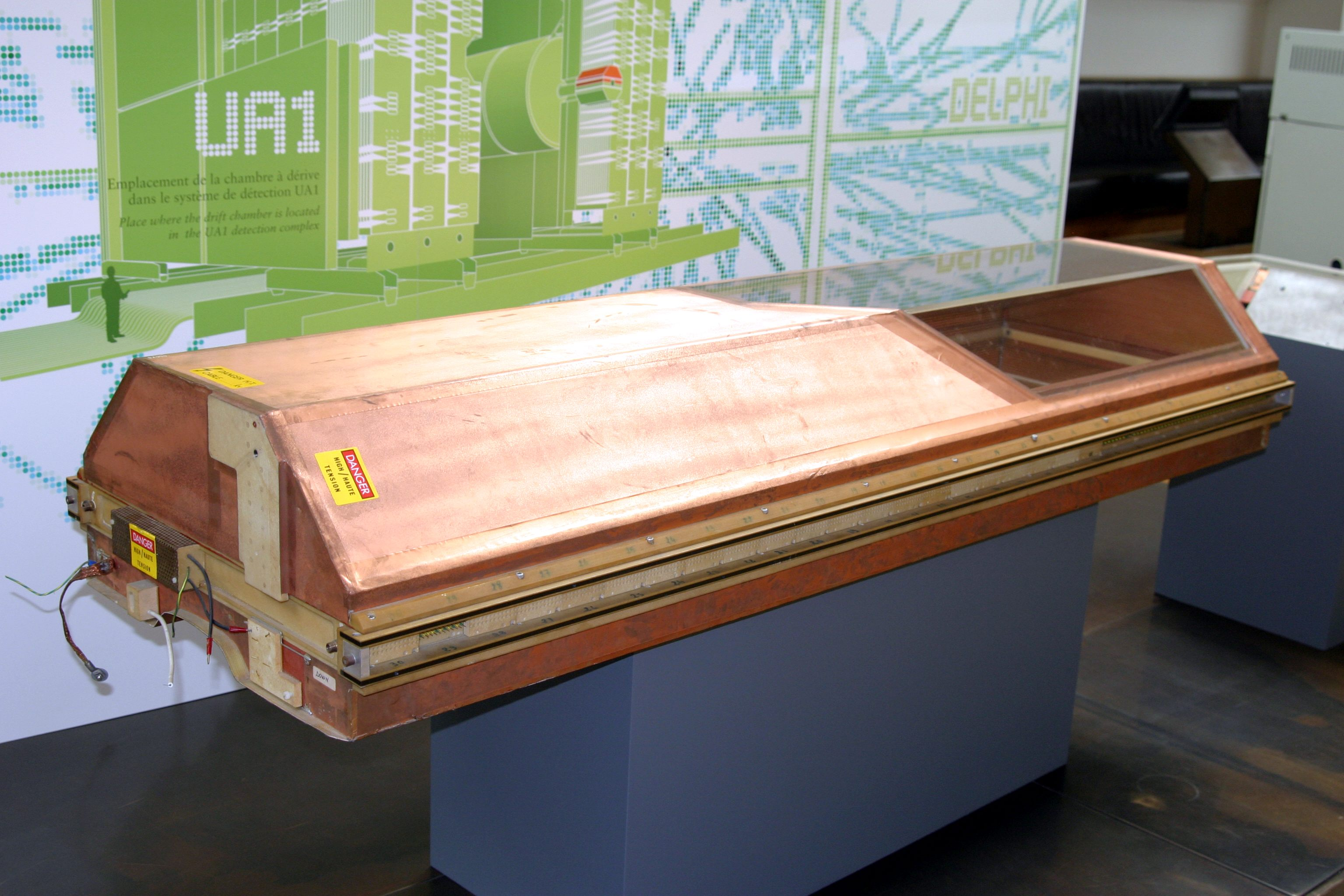
Câmara de arrasto no Musée des Arts et Métiers em Paris

Se também medirmos o tempo dos pulsos de corrente e levarmos em conta o tempo que os íons demoram para chegar ao fio mais próximo, pode-se inferir a distância que a partícula passou do fio. Isso aumenta muito a acurácia da reconstrução da trajetória e é conhecido como câmara de arrasto (do inglês, drift chamber).
As câmaras de arrasto funcionam balanceando a perda de energia das partículas causada pelo impacto com as partículas de gás, com o acréscimo da energia criado com os campos elétricos de alta energia que aceleram as partículas. O design é bem similar às câmaras multifios mas ao invés, tem fios mais separados nas camadas centrais. A detecção das partículas carregadas com as câmaras é possível pela ionização dos gases devido ao movimento destas.
O detector CDF II do Fermilab contém uma câmara de arrasto chamada  Tracker Central Exterior (Central Outer Tracker) . A câmara contém argônio e gás etano, com fios separados por 3,56 milímetros de distância.
Se duas câmaras de arrasto são usadas com os fios de uma ortogonais ao fios da outra e ambos ortogonais à direção do feixe de partículas, uma detecção mais precisa da posição é obtida. Se um detector simples adicional (como o usado em contadores de veto) é usado para detectar, mesmo com baixa resolução, a partícula a uma distância fixa antes ou após os fios, uma reconstrução tridimensional pode ser feita e a velocidade da partícula deduzida pela diferença de tempos em que a partícula atravessa diferentes partes do detector. Esta configuração dá origem à chamada câmara de projeção temporal (TPC, do inglês time projection chamber).
Para medir a velocidade dos elétrons em um gás ( velocidade de arrasto ) há câmaras de arrasto especiais, câmaras de velocidade de arrasto que medem o tempo de arrasto para uma localização de ionização conhecida.